# У серпні 44-го…
«У серпні 44-го…» (рос. «В августе 44-го...»; біл. «У жніўні 44-га...») — білоруський військовий фільм-бойовик 2000 року режисера Михайла Пташука, знятий за романом Володимира Богомолова «Момент істини».

## Сюжет
Влітку 1944-го в лісі на звільненій від нацистів білоруській землі радисти перехопили сигнал ворожого передавача. Перед оперативно-розшуковою групою військової контррозвідки — капітаном СМЕРШу Альохіним, досвідченим оперативником Таманцевим і новачком Бліновим — поставлено завдання: в найкоротші терміни знайти місце останнього виходу в ефір ворожої рації і самих диверсантів.
Завдання ускладнюється тим, що в окрузі продовжують діяти ворожі до радянської влади підрозділи і розрізнені дрібні групи нацистських військ, які не встигли відступити. На додачу, про існування в тилу радянських військ досвідченої розвідувальної групи, яка з допомогою досі нерозгаданого шифру передає ворогам важливі відомості, стало відомо у Ставці. Справу було взято під контроль особисто Сталіним. Він дав всього добу на розшук та викриття німецької агентури...

## У ролях
- Євген Миронов — капітан Павло Васильович Альохін, офіцер СМЕРШу
- Владислав Галкін — старший лейтенант Євген Таманцев, офіцер СМЕРШу
- Юрій Колокольников — лейтенант Андрій Блінов, офіцер СМЕРШу
- Беата Тишкевич — Гролінська, господарка будинку
- Олексій Петренко — генерал-лейтенант Єгоров
- Олександр Феклістов — підполковник Поляков
- Олександр Балуєв — Іван Григорович Міщенко, старший шпигунської групи
- Рамаз Чхіквадзе — Сталін, Верховний Головнокомандувач
- Ярослав Бойко — капітан Анікушин, помічник коменданта
- Ганна Казючиць — знайома Анікушина
- Анджей Печиньський — Станіслав Свирид
- Валентина Петрачкова — дружина Свирида
- Кароліна Грушка — Юлія Антонюк
- Радослав Пазура — Казимір Павловський, чоловік Юлії
- Олександр Лабуш — Васюков, голова сільради
- Віктор Павлов — начальник продскладу
- Олексій Панін — єфрейтор Борискін, водій вантажівки
- Альберт Філозов — Іван Семенович, овочівник
- Костянтин Соловйов — капітан Ніколаєв
- Іван Лешук — лейтенант Сєнцов
- Сергій Кравець — сержант Хижняк, водій групи Альохіна
- Олександр Тимошкін — Абакумов
- Микола Кириченко — генерал-майор Мохов
- Геннадій Давидько — полковник
- Олександр Молчанов — лейтенант Лужников
- Юрій Пристром — Микола Чубаров
- Олександр Єфимов — радист «Михайло Васін»/ Сергій
- Юрій Цурило — генерал-полковник
- Володимир Семаго — підполковник
- Віктор Манаєв — майор
- Олександр Суцковер — майор Кирилюк
- Сергій Шарангович — радист
- Федір Балабайко — танцівник
- Поліна Ганшина — семафорниця
- Тетяна Говорова — регулювальниця
- Андрій Давидов — Меркулов
- Расмі (Рамзес) Джабраїлов — перукар
- Анатолій Кот — однополчанин Блінова
- Олексій Макаров — майор-танкіст у «Віллісі»
- Сергій Мамаєв — однополчанин Блінова
- Анжеліка Пташук — регулювальниця

## Факти
- Як і в романі, у фільмі слово «Смерш» жодного разу не зустрічається. Але назву спецслужби можна побачити на посвідченні Альохіна, яке він показує майору, що не поступався дорогою машині контррозвідників на шляху до Ліди.
- У фільмі є сцена, де перший заступник наркому внутрішніх справ прибуває до штабу Третього Білоруського фронту для зустрічі з начальником Управління військової контррозвідки СМЕРШу. Обом персонажам у фільмі близько 60 років. Насправді першому замнаркома внутрішніх справ, комісару ДБ другого рангу Круглову в зазначений період було 38 років, а начальнику УКР СМЕРШ Третього Білоруського фронту генерал-лейтенанту Зеленіну — 42 роки.

## Відмінності від роману
- Сцена з представником комендатури, капітаном Анікушкіним, яка у книзі подається як драма, що виникла через упередженість бойового капітана до спецслужб, у фільмі представлена як недолугість та впертість тилового штабіста.
- Один із затриманих агентів під час допиту називає справжнє прізвище командира групи, в романі цього немає.

## Нагороди
- 2005 КФ «Московська прем'єра». Приз «Від покоління до покоління» за найкращий військовий фільм (Михайло Пташук)
- 2001 МКФ слов'янських і православних народів «Золотий Витязь». Гран-прі (Михайло Пташук)
- 2001 Національний КФ білоруських фільмів в Бресті. Приз «Великий кришталевий лелека» в номінації «Найкраща чоловіча роль» (Євген Миронов)
- 2001 ОРКФ «Кінотавр» в Сочі. Приз «За втілення теми любові до Батьківщини» (Михайло Пташук)
- 2001 Премія «Ніка». У номінації «Відкриття року» (Владислав Галкін)
- 2001 Премія «Ніка». За найкращу роботу звукорежисера (Ігор Майоров)
- 2001 РКФ «Література і кіно» в Гатчині. Спеціальний приз Вченої ради Літературного інституту ім. М. Горькова і холдингу «Терра» (Євген Миронов)
- 2000 МКФ «Лістапад» в Мінську. Спеціальний диплом кінопреси — «За другу роль, що стала першою» (Владислав Галкін)
- 2000 МКФ «Лістапад» в Мінську. Приз «Срібло Лістапад» (Михайло Пташук)
- 2000 МКФ «Лістапад» в Мінську. Спеціальний диплом журі кінематографістів — за операторську роботу (Володимир Споришков)[1]

## Критика
Попри участь відомих акторів, фільм зазнав критики читачів роману, оскільки не передає того фізичного та морального напруження, в умовах якого діяли герої книги, та «поліфонічності» викладення подій, яка дозволила автору роману створити тонку психологічну драму з достовірними та характерними образами героїв.